# Amercœur
Amercœur is een wijk van Luik, gelegen aan de rechteroever van de Maas en het Afwateringskanaal Luik.

## Toponymie
De naam is een verbastering van Almaric curtis en werd voor het eerst schriftelijk vermeld in 1252. Almaric was een leraar uit die tijd.

## Geschiedenis
Door de talrijke overstromingen van de Maas en de Ourthe bestaat de bodem hier uit klei, silt en grindbanken, waartussen diverse stroompjes liepen, welke het moeras van Outremeuse voedden.
In de middeleeuwen was Amercœur een baljuwschap dat een groot aantal heerlijkheden omvatte.
De plaats telde tal van brouwerijen, en ook weefsels werden er op grote schaal vervaardigd.
De nabijheid van het Fort de la Chartreuse leidde ertoe dat Amercœur het doelwit werd van tal van oorlogshandelingen, zoals tijdens de Negenjarige Oorlog, toen Louis-François de Boufflers de stad Luik vanuit deze plaats deed beschieten in 1691.
Op 27 juli 1794 trokken de Fransen de stad binnen om de Oostenrijkse troepen te verdrijven, welke door de Luikse bevolking werden geminacht. De Oostenrijkers wreekten zich door Amercœur met brandbommen te bestoken.
De bevolking kreeg van de uiteindelijk zegevierende revolutionairen de mogelijkheid om hun huizen te herbouwen met de stenen die afkomstig waren van de zojuist gesloopte Sint-Lambertuskathedraal. In 1803 kende Napoleon Bonaparte nog een subsidie toe om de bewoners tot herbouw in staat te stellen.
Tot diep in de 19e eeuw behield Amercœur een landelijk karakter, en waren er wijngaarden.

## Bezienswaardigheden

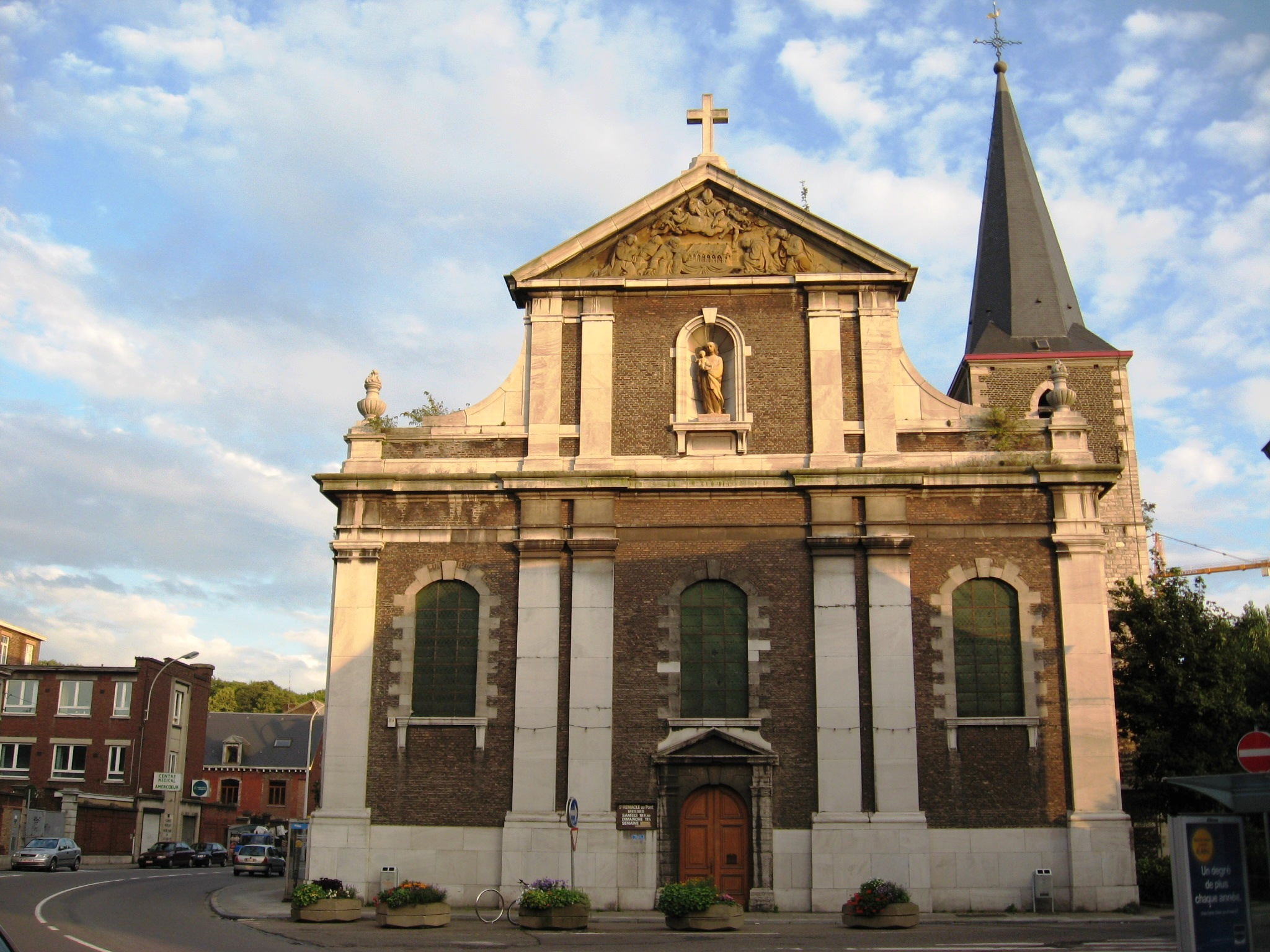
Sint-Remacluskerk

Door de vele verwoestingen is Amercœur niet rijk aan bezienswaardigheden. Genoemd kunnen worden:
- Sint-Remacluskerk (Église Saint-Remacle-au-Pont)
- De Rue Basse-Wez, de oude verbindingsweg tussen Luik en de Ardennen
- De overdekte markt
- Het Hospitaal van Valdor
- Pont d'Amercœur
- Mont Cornillon
- Fort de la Chartreuse

## Aangrenzende wijken en kernen
Amercœur wordt omgeven door de volgende wijken:
- Longdoz, Outremeuse, Vennes

Amercœur wordt bovendien omgeven door de plaatsen (deelgemeenten van Luik):
- Bressoux, Grivegnée